# Jean-Marc Hunt
Pour les articles homonymes, voir Hunt.
 (décembre 2024).
La mise en forme du texte ne suit pas les recommandations de Wikipédia : il faut le « wikifier ».
Les points d'amélioration suivants sont les cas les plus fréquents :
- Les titres sont pré-formatés par le logiciel. Ils ne sont ni en capitales, ni en gras.
- Le texte ne doit pas être écrit en capitales (les noms de famille non plus), ni en gras, ni en italique, ni en « petit »…
- Le gras n'est utilisé que pour surligner le titre de l'article dans l'introduction, une seule fois.
- L'italique est rarement utilisé : mots en langue étrangère, titres d'œuvres, noms de bateaux, etc.
- Les citations ne sont pas en italique mais en corps de texte normal. Elles sont entourées par des guillemets français : « et ».
- Les listes à puces sont à éviter, des paragraphes rédigés étant largement préférés. Les tableaux sont à réserver à la présentation de données structurées (résultats, etc.).
- Les appels de note de bas de page (petits chiffres en exposant, introduits par l'outil «  Source ») sont à placer entre la fin de phrase et le point final[comme ça].
- Les liens internes (vers d'autres articles de Wikipédia) sont à choisir avec parcimonie. Créez des liens vers des articles approfondissant le sujet. Les termes génériques sans rapport avec le sujet sont à éviter, ainsi que les répétitions de liens vers un même terme.
- Les liens externes sont à placer uniquement dans une section « Liens externes », à la fin de l'article. Ces liens sont à choisir avec parcimonie suivant les règles définies. Si un lien sert de source à l'article, son insertion dans le texte est à faire par les notes de bas de page.
- La présentation des références doit suivre les conventions bibliographiques. Il est recommandé d'utiliser les modèles {{Ouvrage}}, {{Chapitre}}, {{Article}}, {{Lien web}} et/ou {{Bibliographie}}. Le mode d'édition visuel peut mettre en forme automatiquement les références.
- Insérer une infobox (cadre d'informations à droite) n'est pas obligatoire pour parachever la mise en page.

Pour une aide détaillée, merci de consulter Aide:Wikification.
Si vous pensez que ces points ont été résolus, vous pouvez retirer ce bandeau et améliorer la mise en forme d'un autre article.
 (décembre 2024).
Jean-Marc Hunt, né en 1975 à Strasbourg, est un plasticien, peintre et graffeur français.

## Biographie
Jean-Marc Hunt grandit dans la banlieue de Strasbourg dans une famille d’origine réunionnaise et antillaise. Il commence son parcours artistique à quinze ans en écrivant et composant du rap, tout en pratiquant le graffiti. Autodidacte, il n’a jamais intégré de formation en école d’art. En 2003, il part s’installer en Guadeloupe. Il se concentre alors sur la peinture sur toile et papier, la sculpture et la scénographie. Depuis, il est porteur de nombreux projets à l’international en tant qu’artiste, scénographe et curateur.
En 2015, il est promu chevalier de l’ordre des Arts et des Lettres (mettre lien wikipedia : Ordre des Arts et des Lettres) par le ministre de la Culture et de la Communication de la République Française.

## Œuvre
D’origines réunionnaise et guadeloupéenne, les questions d’identité-créole et de condition noire résonnent dans le travail de l’artiste. Il interroge sur les relations entre la France et les Antilles, sur l’afro-descendance, sur les vestiges de la colonisation et les origines de la culture créole. « La culture aux Antilles se nourrit grâce aux épreuves notamment celle de l’esclavage que l’on connaît mais aussi par son insularité. On a tendance à nous affilier à la plage et aux cocotiers et puis j’avais envie de montrer cette identité qui fait de nous aujourd’hui des champions du Monde. »  Jean-Marc Hunt puise dans ses racines urbaines et naturelles pour créer un art intense et coloré, reflétant l’urgence de l’urbain et l’essence de la Guadeloupe.
Dans sa peinture figurative, l’artiste accumule, il travaille en série. Son processus artistique réside dans l’impulsion du moment « Je ne sais jamais à l’avance ce que je vais peindre. C’est une découverte de soi ». En plus de la peinture, l’artiste crée des sculptures et des installations, souvent avec des matériaux et des objets de récupération : « Mon atelier et mes œuvres tiennent dans un sac à dos. » car selon lui « on peut refaire le monde avec trois bouts de bois et deux clous ».
Christian Bracy qualifie l’art de Jean-Marc Hunt d’impulsif et narratif, visant à reconstruire le chaos mondial avec authenticité. Préférant raconter plutôt que montrer, Hunt privilégie une expression sincère, directe et émotive.

## Projets
En 2005, il monte sa première exposition « Millésime d’art » en tant que scénographe au centre des arts de Guadeloupe avec le groupe d’artistes Kako Art. La même année, il fait sa première résidence au MAC de Pérouges en France. Depuis, il réalise d’autres résidences en France et dans le monde.
En 2014, la fondation Clément présente l’exposition de l’artiste « Negropolis ». Cette exposition réunie des grands formats aux inspirations profondément caribéenne et des vanités, sculptures évoquant des rites sud-américains. Il met un point d’honneur à représenter la diversité des cultures. Pour Scarlett Jesus de l’AICA « l’exposition des « vanités offset » de Jean-Marc HUNT est bien un dialogue entre les vivants et les morts, elle est aussi un dialogue sur l’art avec les vivants revendiquant, avec humour et de façon quelque peu provocante, le refus viscéral de toute forme d’enfermement. »
Jean-Marc Hunt est aussi scénographe lors de projets collectif. Parmi ces projets, on trouve « Art Bemao » en Guadeloupe et « Désir Cannibale » présentée à la fondation Clément en 2018 et à Miami en 2019 avec la co-curatrice Marie Vickles.
En 2019, il participe, avec deux autres artistes guadeloupéens Joël Nankin et François Piquet, à la 58ème Biennale de Venise avec l'exposition collective Structures personnelles Identités au Palazzo Mora sous le commissariat de Marcy Gaymu. Sa participation est reconnue par la région de Guadeloupe : « C’est la première fois que les Îles de Guadeloupe se voient attribuer un pavillon au sein d’un évènement artistique international de cette envergure ».
Jean Marc Hunt participe aussi à la publication d’ouvrages et de revues d’art, il y présente ses œuvres,. En 2018, Max Jeanne publie le recueil de poésie engagé Pil ou farce, Editions Long Cours illustré par Jean Marc Hunt.